# پرندگان می‌روند در پرو بمیرند (کتاب)
پرندگان می‌روند در پرو بمیرند کتابی است از رومن گاری ، که در سال ۱۹۶۲ توسط انتشارات گالیمار منتشر شد. همچنین در سال ۱۹۶۸ رومن گاری فیلم "پرندگان می‌روند در پرو می‌میرند" را بر اساس داستانی از همین مجموعه و با همین نام، ساخته است.

## ترجمه در ایران
۵ داستان از این مجموعه را نشر زمان در سال ۱۳۵۲ با ترجمه ابوالحسن نجفی با عنوان "پرندگان می‌روند در پرو می‌میرند" منتشر کرد. اما مجموعه کامل آن را که شامل ۱۶ داستان است نشر چشمه در سال ۱۳۹۴ با ترجمه سمیه نوروزی و با عنوان "پرندگان می‌روند در پرو بمیرند" منتشر کرد.